# چاک چپمن
چاک چپمن (انگلیسی: Chuck Chapman; ۲۱ آوریل ۱۹۱۱ – ۶ مارس ۲۰۰۲) ورزشکار بسکتبال اهل کانادا بود.
وی در مسابقات کشوری و بین‌المللی در مجموع برندهٔ ۱ مدال نقره شده‌است.